# Caterham CT01

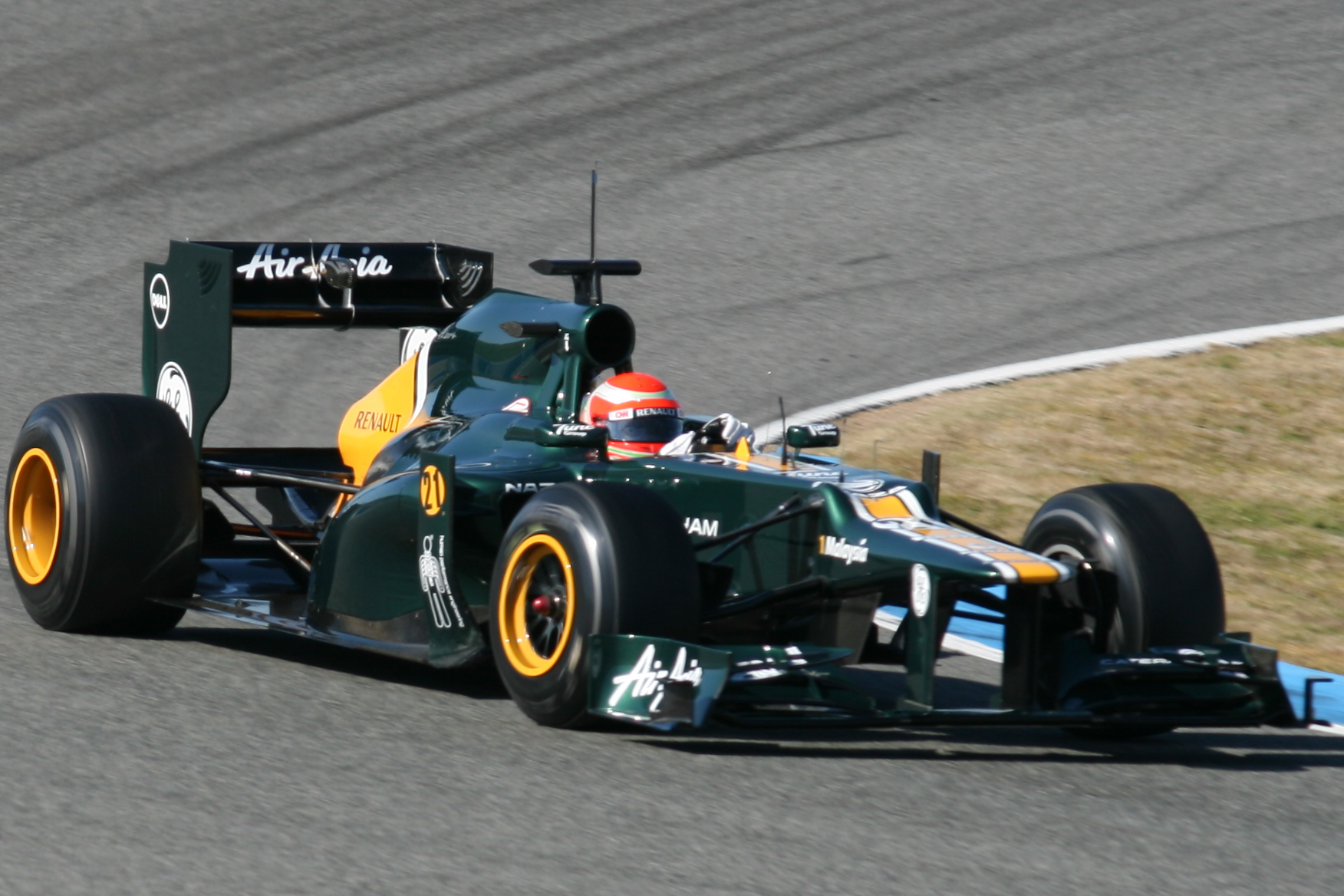
De CT01 tijdens een wintertest op het circuit van Jerez

De Caterham CT01 is een Formule 1-auto, die in 2012 werd gebruikt door het Formule 1-team van Caterham.

## Onthulling
De CT01 zou op 26 januari 2012 onthuld worden op het internet, maar foto's lekten een dag eerder al uit in een tijdschrift. De auto werd bestuurd door Heikki Kovalainen en Vitali Petrov in de races en door Giedo van der Garde tijdens enkele vrijdagtrainingen.

## Technisch
| Details         | Details                  |
| --------------- | ------------------------ |
| Ontwerper       | Mike Gascoyne            |
| Motor           | Renault 2400 cc V8 (90°) |
| Versnellingsbak | 7-traps semi-automaat    |
| Banden          | Pirelli                  |

## Resultaten
| Kleur  | Resultaat                              |
| ------ | -------------------------------------- |
| Goud   | Winnaar                                |
| Zilver | Tweede plaats                          |
| Brons  | Derde plaats                           |
| Groen  | Gefinisht (punten behaald)             |
| Blauw  | Gefinisht (geen punten behaald)        |
| Blauw  | Niet geklasseerd (NC)                  |
| Paars  | Uitgevallen (DNF)                      |
| Rood   | Niet gekwalificeerd (DNQ)              |
| Zwart  | Gediskwalificeerd (DSQ)                |
| Wit    | Niet gestart (DNS)                     |
| Blanco | Gewond (INJ)                           |
| Blanco | Uitgesloten (EX)                       |
| Blanco | Teruggetrokken (WD) / Niet deelgenomen |
| P      | Poleposition                           |
| S      | Snelste ronde                          |

(vetgedrukte resultaten zijn pole position en schuin gedrukte resultaten zijn snelste rondes)
| Jaar | Chassis | Motor                | Banden | Coureurs          | 1   | 2   | 3   | 4   | 5   | 6   | 7   | 8   | 9   | 10  | 11  | 12  | 13  | 14  | 15  | 16  | 17  | 18  | 19  | 20  | Punten | WK-plaats |
| ---- | ------- | -------------------- | ------ | ----------------- | --- | --- | --- | --- | --- | --- | --- | --- | --- | --- | --- | --- | --- | --- | --- | --- | --- | --- | --- | --- | ------ | --------- |
| 2012 | CT01    | Renault RS27-2012 V8 | P      |                   | AUS | MAL | CHN | BHR | ESP | MON | CAN | EUR | GBR | GER | HUN | BEL | ITA | SIN | JPN | KOR | IND | ABU | USA | BRA | 0      | 10e       |
| 2012 | CT01    | Renault RS27-2012 V8 | P      | Heikki Kovalainen | DNF | 18  | 23  | 17  | 16  | 13  | 18  | 14  | 17  | 19  | 17  | 17  | 14  | 15  | 15  | 17  | 18  | 13  | 18  | 14  | 0      | 10e       |
| 2012 | CT01    | Renault RS27-2012 V8 | P      | Vitali Petrov     | DNF | 16  | 18  | 16  | 17  | DNF | 19  | 13  | DNS | 16  | 19  | 14  | 15  | 19  | 17  | 16  | 17  | 16  | 17  | 11  | 0      | 10e       |

Red Bull RB8 ·
McLaren MP4-27 ·
Ferrari F2012 ·
Mercedes F1 W03 ·
Lotus E20 ·
Force India VJM05 ·
Sauber C31 ·
Toro Rosso STR7 ·
Williams FW34 ·
Caterham CT01 ·
HRT F112 ·
Marussia MR01